# Red (pel·lícula de 2022)

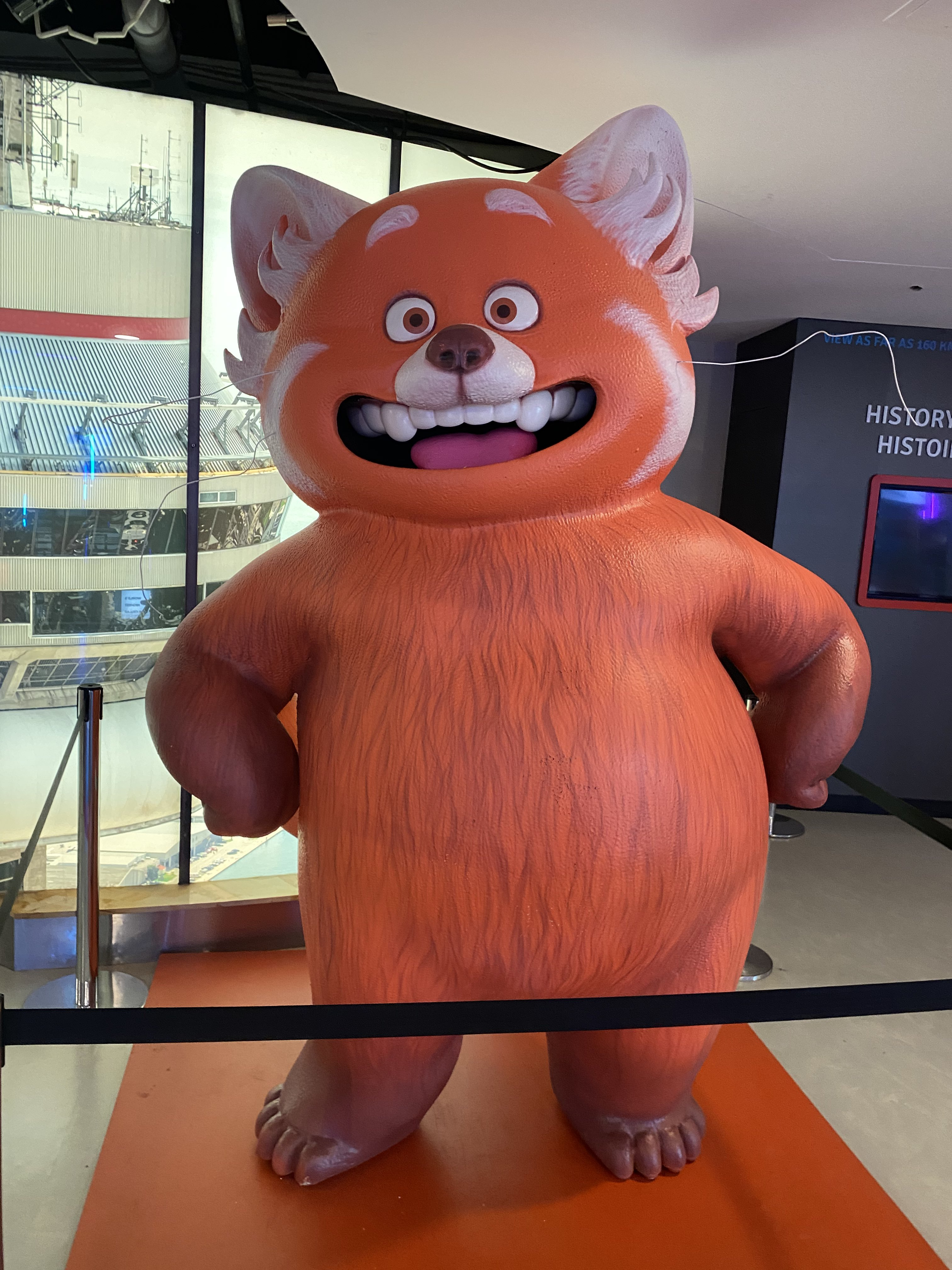
Estàtua de la Mei Lee.

Red (títol original en anglès Turning Red) és una pel·lícula estatunidenca de comèdia fantàstica sobre el pas a la majoria d'edat. Animada per ordinador, està produïda per Walt Disney Pictures i Pixar Animation Studios i serà distribuïda per Walt Disney Studios Motion Pictures a Disney+. Està dirigida per Domee Shi (en el seu debut com a directora) a partir d'un guió de Shi i Julia Cho. La pel·lícula en anglès està formada per les veus de Rosalie Chiang, Sandra Oh, Ava Morse, Maitreyi Ramakrishnan, Hyein Park, Orion Lee, Wai Ching Ho i James Hong. És la primera pel·lícula de Pixar dirigida exclusivament per una dona. Està doblada al català amb la traducció i adaptació de Lluís Comes, que va quedar finalista en la categoria de millor traducció i adaptació per a doblatge de llargmetratge dels XI premis ATRAE.
Red està previst que s'estreni a Disney+ l'11 de març de 2022 als països on el servei està disponible. S'estrenarà als cinemes a països sense el servei de vídeos a la carta. La pel·lícula estava pensada per a estrenar-se en cinemes a tot el món, però una nova onada de la pandèmia de COVID-19 a causa de la ràpida propagació de la variant Òmicron va provocar-ne el canvi.

## Argument
Ambientada a Toronto entre el 2002 i el 2003, la pel·lícula se centra en la Meilin "Mei" Lee, una xinesa canadenca de 13 anys que està dividida entre seguir sent una filla obedient o submergir-se en el caos de l'adolescència. Sempre que s'emociona o s'estressa massa, es converteix en un panda vermell gegant.

## Doblatge
| Personatge         | Veu en anglès (original) | Veu en català |
| ------------------ | ------------------------ | ------------- |
| Meilin "Mei" Lee   | Rosalie Chiang           | Laia Vidal    |
| Ming Lee           | Sandra Oh                | Maribel Pomar |
| Miriam Wexler      | Ava Morse                | Aina Lluch    |
| Abby Park          | Hyein Park               | Nerea Alfonso |
| Priya Dewan        | Maitreyi Ramakrishnan    | Melania Pérez |
| Àvia Wu            | Wai Ching Ho             | Fina Rius     |
| Tyler Nguyen-Baker | Tristan Allerick         | Jaume Ibars   |